# Sport- und Unterhaltungshalle in Kielce

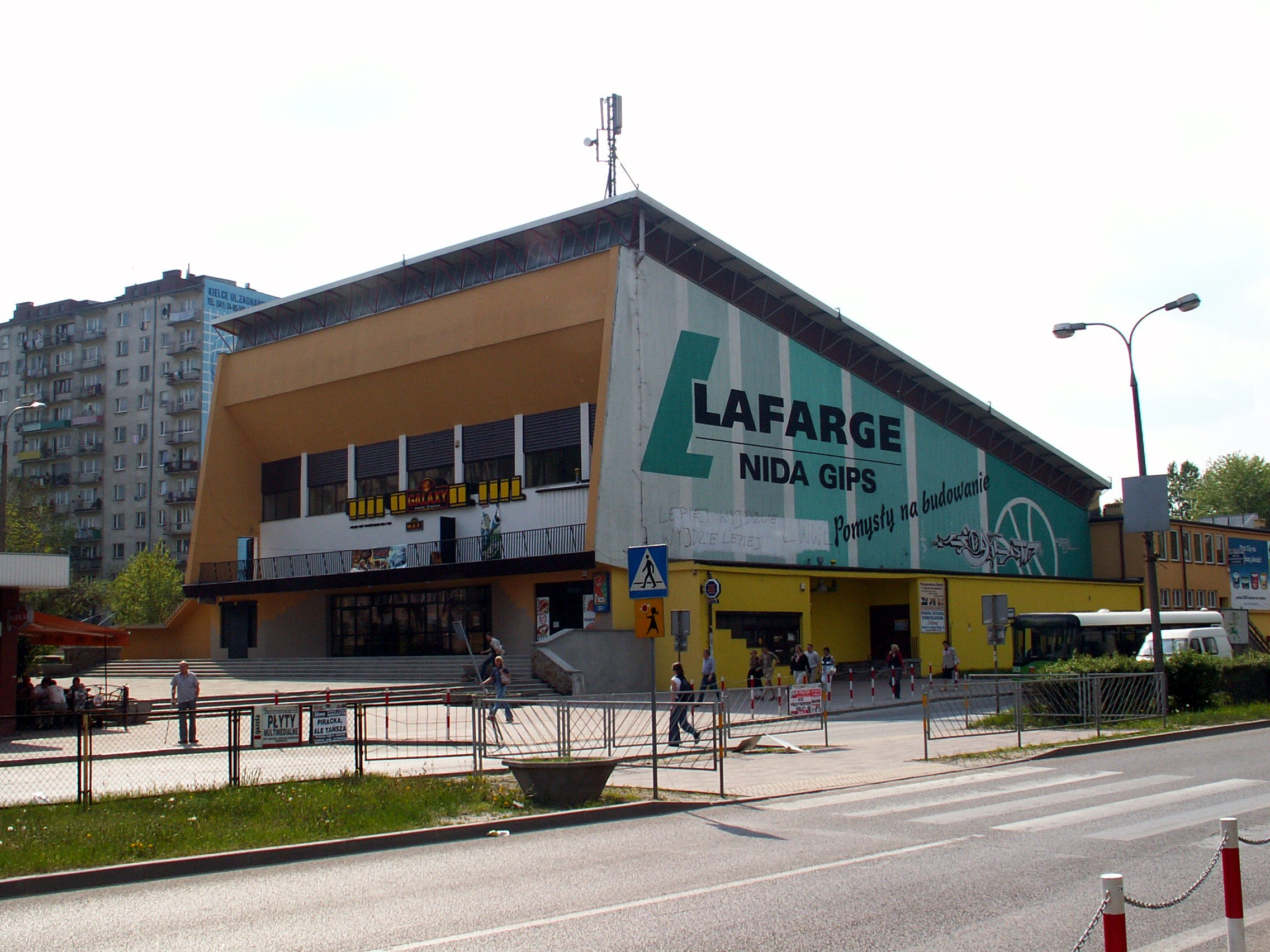
Die Sport- und Unterhaltungshalle in Kielce

Die Sport- und Unterhaltungshalle in Kielce (Hala widowiskowo-sportowa) wurde 1967 auf einem ehemaligen Zirkus- und Jahrmarktsgelände eröffnet. Ursprünglich war die Anlage als ein Sportkomplex samt Fußballstadion geplant. Nach einer Änderung des Konzepts wurde schließlich südlich der Halle die Chęcińskie-Siedlung gebaut.
Der erste Leiter der Einrichtung war Janusz Kowalczyk. Die Halle diente den Boxern von Błękitni Kielce für die Kämpfe der Ersten Liga. In der Saison 1999/2000 fanden dort Spiele der polnischen Basketballliga unter Beteiligung von Cersanit Kielce statt.
Der Saal bietet Platz für 1200–1500 Personen. Derzeit spielen hier die Mannschaften der Kielce Amateur League of Companies. Darüber hinaus werden hier Kultur- und Unterhaltungsveranstaltungen organisiert.
Der Verwalter der Halle ist das Städtische Sport- und Erholungszentrum in Kielce. Mehr als 24 Buslinien ermöglichen die Anbindung an das Objekt.